# ジョン・トゥチェット (第8代キャッスルヘイヴン伯爵)
第8代キャッスルヘイヴン伯爵ジョン・タルボット・トゥチェット（英語: John Talbot Tuchet, 8th Earl of Castlehaven、1724年8月2日または1725年9月20日 – 1777年4月22日）は、アイルランド貴族。

## 生涯
第6代キャッスルヘイヴン伯爵ジェームズ・トゥチェットとエリザベス・アランデル（Elizabeth Arundell、1693年2月15日 – 1743年6月16日、第5代ウォードーのアランデル男爵ヘンリー・アランデルの娘）の息子として生まれた。
1769年5月6日に兄ジェームズが死去すると、キャッスルヘイヴン伯爵の爵位を継承した。
1776年12月頃、スザンナ・ドラックス（Susanna Drax、1725年頃 – 1789年7月31日、ヘンリー・ドラックスの娘）と結婚した。
1777年4月22日に死去、30日にソールズベリー大聖堂で埋葬された。後継者がおらず、キャッスルヘイヴン伯爵などの爵位は断絶したが、オードリー男爵（1313年創設のイングランド貴族の爵位）だけは姉妹メアリーの息子ジョージが継承した。